# قطز (رواية)
قطز رواية للروائي السعودي منذر القباني صدرت عن الدار العربية للعلوم في 2014 ، تتميز هذه الرواية بأن الكاتب مزج بين الأدب و التاريخ و الدين ثم أخرجها على هيئة رواية .
تعتبر الجزء الثاني من ثلاثية فرسان وكهنة ، و تعتبر تكملة للجزء الأول وهي رواية فرسان وكهنة